# There You Go
There You Go ist ein Lied der US-amerikanischen Popsängerin Pink aus dem Jahr 2000.

## Hintergrund
Das Lied wurde von der Sängerin selbst, zusammen mit den Koautoren Kevin Briggs und Kandi Burruss, geschrieben beziehungsweise komponiert. Briggs zeichnete darüber hinaus für die Produktion verantwortlich.
Die Erstveröffentlichung von There You Go erfolgte als Single am 8. Februar 2000 durch die Musiklabels Arista Records und LaFace Records. Es ist ihre Debütsingle und erschien als Teil ihres Debütsalbums Can’t Take Me Home am 4. April 2000, dessen erste Singleauskopplung es ist.

## Musikvideo
Das dazugehörige Musikvideo entstand unter der Regie von Dave Meyers.

## Rezeption

### Charts und Chartplatzierungen
| ChartsChartplatzierungen       | Höchstplatzierung | Wochen |
| ------------------------------ | ----------------- | ------ |
| Deutschland (GfK)              | 65 (9 Wo.)        | 9      |
| Schweiz (IFPI)                 | 37 (9 Wo.)        | 9      |
| Vereinigtes Königreich (OCC)   | 6 (10 Wo.)        | 10     |
| Vereinigte Staaten (Billboard) | 7 (32 Wo.)        | 32     |

| ChartsJahrescharts (2000)      | Platzierung |
| ------------------------------ | ----------- |
| Vereinigte Staaten (Billboard) | 16          |

### Auszeichnungen für Musikverkäufe
| Land/Region                  | Auszeichnungen für Musikverkäufe (Land/Region, Auszeichnung, Verkäufe) | Verkäufe |
| ---------------------------- | ---------------------------------------------------------------------- | -------- |
| Australien (ARIA)            | Platin                                                                 | 70.000   |
| Neuseeland (RMNZ)            | Gold                                                                   | 5.000    |
| Vereinigte Staaten (RIAA)    | Gold                                                                   | 600.000  |
| Vereinigtes Königreich (BPI) | Silber                                                                 | 200.000  |
| Insgesamt                    | 1× Silber · 2× Gold · 1× Platin ·                                      | 805.000  |

Hauptartikel: Pink (Musikerin)/Auszeichnungen für Musikverkäufe